# Christina Olofson
Anna-Maria Christina Olofson, född 13 juni 1948 i Kristinehamn, är en svensk regissör, producent och manusförfattare.

Efter studentexamen 1968 studerade Olofson vid Göteborgs och Stockholms universitet, genomgick filmklipparutbildning på SVT 1970–1971, kurser vid Dramatiska institutet, var anställd av SVT 1970–1977 och bildade Hagafilm AB tillsammans med Göran du Rées 1974.
Olofson var styrelseledamot i Svenska teaterförbundets filmavdelning 1980–83 och ledamot av Svenska Filminstitutets B1-nämnd (Garantinämnden för långfilm) 1984–1987. Hon har också varit styrelseledamot i Folkets Bios riksorganisation.

## Regi i urval
- 1978 – Tältet
- 1982 – Målaren
- 1987 – Dirigenterna
- 1990 – Honungsvargar
- 1994 – Nina älskling
- 1996 – I rollerna tre
- 1997 – Sanning eller konsekvens
- 1999 – Happy End
- 2001 – Kattbreven
- 2003 – Hannah med H
- 2005 – Anette/Anette – krimjouren
- 2007 – Eriks fönster mot världen
- 2011 – Blänket under skinnet

## Filmmanus i urval
- 1983 – Jacob Smitaren
- 1985 – 1985. Vad hände katten i råttans år? (Möte med Flory)
- 1990 – Honungsvargar
- 2001 – Kattbreven
- 2005 – Anette/Anette – krimjouren

## Producent i urval
- 1982 – Målaren
- 1983 – Jacob Smitaren
- 2001 – Kattbreven
- 2003 – Hannah med H
- 2005 – Anette/Anette – krimjouren
- 2006 – Keillers park
- 2011 – Apelsinen